# Silvetty Montilla
Silvio Cássio Bernardo (São Paulo, 10 tháng 7 năm 1967), được biết đến như là Silvetty Montilla, là một drag queen Brazil, diễn viên, diễn viên hài, người dẫn chương trình truyền hình và phóng viên được coi là một trong những nghệ sĩ vĩ đại nhất của văn hóa LGBT của Brazil. Trong hơn ba mươi lăm năm sự nghiệp, Montilla đã diễn xuất trong một số vở kịch, được biểu diễn thường xuyên trong các câu lạc bộ đồng tính chính São Paulo và tham gia các chương trình truyền hình. Hiện tại, bên cạnh diễn xuất trong các tác phẩm âm nhạc, ông làm việc trong các câu lạc bộ hài kịch và năm 2015 đã cho ra mắt tác phẩm hài độc lập của riêng mình. Ông cũng đi trước chương trình thực tế "Academia de Drags" (Học viện Drags) trên Youtube.  Do di sản của nó liên tục được so sánh và được gọi là RuPaul Brazil.